# Urbano Monti
Urbano Monti o Monte (Milà, Ducat de Milà, 16 d'agost de 1544 - Milà, Ducat de Milà, 15 de maig de 1613) fou un geògraf i cartògraf italià.

## Biografia
Era fill de Giovanni Battista Monti, provinent d'una família benestant del Monte della Martesana, a la vall de Valsassina, a la província de Lecco, de la qual també descendiren altres personalitats il·lustres de l'època (com el cardenal Cesare Monti, arquebisbe de Milà entre 1632 i 1650), i d'Angela de Menclozzi. Va créixer en una casa de la parròquia de Santo Stefano in Borgogna de Milà, derruïda el 1930, amb els seus dos germans menors i els seus cosins paterns.
Se'l descriu com un home molt culte, mans i temerós, que sempre defugí dels càrrecs públics i que es dedicà plenament als seus estudis, a l'administració del seu patrimoni i a les obres benèfiques de diverses congregacions religioses.
Cap al 1579, a 35 anys es casà amb Margarita Niguarda, de 18 anys, amb qui tingué quatre fills i una filla. El major dels fills fou un home molt malbaratador, que li comportà problemes durant tota la seva vida i fins després de la seva mort, provocant disputes entre els germans per la seva herència.
Morí a Milà el 15 de maig de 1613 i fou sebollit a la capella familiar de l'església de Santa Maria dei Servi, demolida el 1847, on avui en dia hi ha l'església de San Carlo al Corso.

## Obres

### Primeres obres
Una de les seves primeres obres «Delle cose più notabili successe nella città di Milano» (en català, De les coses més notables succeïdes a la ciutat de Milà), una crònica manuscrita en quatre volums on relata la història de la família Monti, i fa una reconstrucció de l'arbre genealògic, amb miniatures fetes a mà per ell mateix, on de retruc explica els esdeveniments ocorreguts a la seva ciutat natal des de 1386, quan neix el seu avantpassat Ambrogio de Monte i comença la construcció de la Catedral de Milà, fins al 1587. Com que l'obra és de caràcter familiar i no era destinada al gran públic, és poc coneguda i només se'n conserven uns pocs exemplars a la Biblioteca Ambrosiana i a la Biblioteca Nazionale Braidense.
En el quart volum de l'obra, narra detalladament la visita de l'ambaixada Tenshō, la primera delegació japonesa en arribar a Europa, promoguda pels jesuïtes per donar conèixer els japonesos a Europa i l'èxit dels seminaris fundats a Kyoto i Kyūshū. Composta per quatre joves estudiants del seminari d'Arima i els seus acompanyants, la delegació féu escala a l'Índia i després visità les corts del rei Felip II de Castella i del papa Gregori XIII. L'1 de març de 1585 desembarcaren al port de Liorna, i després de passar per diverses ciutats i de visitar al pontífex (qui morí tan sols pocs dies després), el 25 de juliol arribaren a Milà, rebuts per les autoritats i el poble amb tots els honors. En aquesta ocasió Monti pogué conèixer als delegats orientals i retratar-los per a la seva obra. A més a més, parlant amb els pares jesuïtes obtingué noves dades i informació valuosa que li permeteren elaborar un mapa del Japó publicat el 1589 molt més desenvolupat que d'altres coetanis, anomenat «Descrittione e sito del Giapone» (en català, Descripció i localització del Japó), del qual se'n conserva una còpia en un còdex de la Biblioteca Trivulziana.

### Obra magna

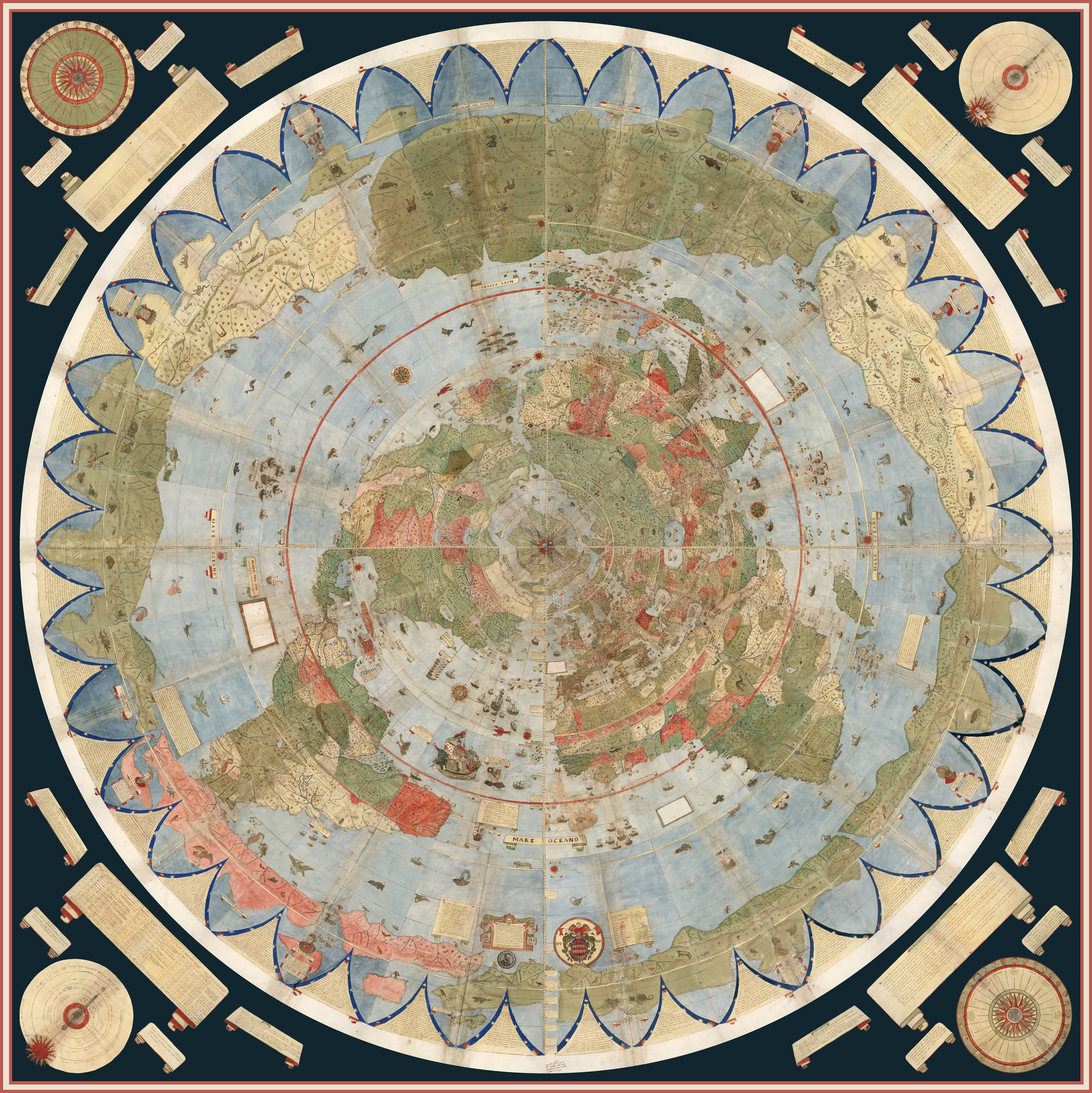
Mapamundi de Monti

La seva obra magna es publicà el 1590, tot i que començà a treballar-hi cap al 1585; es tracta de l'obra per la qual passà a la posteritat anomenada «Trattato universale. Descrittione et sito de tutta la Terra sin qui conosciuta» (en català, Tractat universal. Descripció i localització de tota la Terra fins ara coneguda), un treball cartogràfic dividit en quatre llibres.
L'obra, no tan rellevant pel seu contingut descriptiu, destaca per l'enorme mapamundi circular que conté, dividit en seixanta làmines acoblables amb gran riquesa de detalls, com ara persones importants de l'època, animals (reals i ficticis) i monstres marins, similars als que es poden trobar en molts altres mapes de l'època.
El planisferi fa servir una projecció azimutal molt poc comuna que parteix del pol Nord com a punt central i dibuixa l'Antàrtida a l'anell exterior. Per la seva magnitud, no ha sigut mai publicat a gran escala i romangué pràcticament desconegut fins a l'actualitat.
Que se sàpiga, se'n conserven tres còpies: una d'elles pertany al fons Valentini de la biblioteca del seminari arxiepiscopal de Milà; una altra, una còpia feta posteriorment, és a la Biblioteca Ambrosiana, a disposició del públic, i inclou diverses modificacions per les revisions que féu Monti de l'obra durant els anys posteriors a la publicació original; la tercera, la comprà el col·leccionista de mapes estatunidenc David Rumsey a la casa de subhastes Sotheby's a finals de la dècada de 1980, i fou digitalitzada a finals del 2017 per publicar-la en línia i que estigués a disposició de tots els estudiosos.